# Julio Montero Castillo
Julio Walter Montero Castillo (ur. 25 kwietnia 1944 w Montevideo) – piłkarz urugwajski, lewy defensywny pomocnik i obrońca. Ojciec Paolo Montero.
Był w kadrze „40” na finały mistrzostw świata w 1966 roku. Jako piłkarz klubu Club Nacional de Football wziął udział wraz z reprezentacją Urugwaju w turnieju Copa América 1967, gdzie Urugwaj zdobył mistrzostwo Ameryki Południowej. Zagrał w czterech meczach – z Boliwią (zdobył bramkę), Wenezuelą, Chile i Paragwajem. Nie wystąpił tylko w ostatnim meczu z Argentyną.
Wciąż jako gracz Nacionalu wziął udział w finałach mistrzostw świata w 1970 roku, gdzie Urugwaj zdobył miano czwartej drużyny świata. Zagrał wówczas we wszystkich sześciu meczach – z Izraelem, Włochami, Szwecją, ZSRR, Brazylią i Niemcami.
Będąc piłkarzem hiszpańskiego klubu Granada CF grał także w finałach mistrzostw świata w 1974 roku, gdzie Urugwaj odpadł już pierwszej rundzie. Montero Castillo wystąpił tylko w jednym spotkaniu – z Holandią, gdzie otrzymał czerwoną kartkę.
Od 4 stycznia 1967 do 3 maja 1978 rozegrał w reprezentacji Urugwaju 41 meczów i zdobył 1 bramkę.
Grał w klubach Liverpool i Nacional, z którym dotarł do finału Copa Libertadores 1967 i Copa Libertadores 1969. W obu przypadkach Nacional przegrał finał z drużyną z Argentyny - najpierw z Racingiem, a za drugim razem z Estudiantes La Plata. W Copa Libertadores 1971 Montero Castillo znów dotarł z Nacionalem do finału i tym razem jego klub pokonał Estudiantes La Plata, zdobywając cenny puchar. W tym samym roku Nacional zdobył Puchar Interkontynentalny, wykazując wyższość nad finalistą Pucharu Mistrzów klubem Panathinaikos Ateny. Montero Castillo dotarł także do półfinału Copa Libertadores 1972. Po tych sukcesach Montero Castillo w 1973 przeniósł się do Argentyny, do klubu CA Independiente.
Od 1966 do 1973 Montero Castillo, grając w Nacionalu oraz w Independiente (w 1973) rozegrał w Pucharze Wyzwolicieli 68 meczów i zdobył 5 bramek.
Po krótkim pobycie w Argentynie Montero Castillo wyjechał do Hiszpanii, gdzie grał w klubach Granada i Elche CF.